# Scar (film)
Scar is een Amerikaanse horrorfilm uit 2007. De film werd geregisseerd door Jed Weintrob en heeft Angela Bettis in de hoofdrol. Scar werd in oktober 2006 opgenomen in Calgary en was de eerste Amerikaanse langspeelfilm in HD 3D en de eerste 3D video on demand-film.

## Verhaal
Zestien jaar geleden werden Joan en haar vriendin Suzie ontvoerd door seriemoordenaar Bishop. Ze moest toekijken hoe Suzie gemarteld werd tot ze hem zei haar te doden, wat ze uiteindelijk deed. Ze slaagde er vervolgens in zichzelf te bevrijden en Bishop te doden. Zelf hield ze er een litteken aan over en ze verliet het dorp.
Nu keert ze terug naar Ovid om haar broer Jeff en nichtje Olympia te bezoeken. Vanaf dan worden opnieuw lijken gevonden en ook Olympia verdwijnt. Joan wordt verdacht en opgesloten, maar wordt door Olympias vriendje Paul bevrijd omdat "enkel zij Bishop kan vinden". De moordenaar blijkt echter Paul zelf te zijn, die uiteindelijk door Olympia wordt gedood.

## Rolverdeling
| Acteur              | Personage          | Opmerkingen             |
| ------------------- | ------------------ | ----------------------- |
| Angela Bettis       | Joan Burrows (33j) | Protagonist             |
| Brittney Wilson     | Joan Burrows (17j) | Protagonist             |
| Kirby Bliss Blanton | Olympia Burrows    | Joans nichtje           |
| Christopher Titus   | Jeff Burrows       | Joans broer             |
| Devon Graye         | Paul               | Olympia's vriendje      |
| Monika Mar-Lee      | Sandra             | Olympia's vriendin      |
| Carey Feehan        | Brian              | Sandra's broer          |
| Al Sapienza         | Delgado            |                         |
| Bel Cotton          | Ernie Bishop       | Begrafenisondernemer    |
| Tegan Moss          | Suzie              | Joans vroegere vriendin |
| Kristin Kowalski    | April              |                         |
| Brandon Jay McLaren | Howard             |                         |
| Bill Baksa          | Melvin             | Museumeigenaar          |